# 고이데정
고이데정(小出町)은 니가타현 기타우오누마군에 설치되었던 정이다. 2004년 11월 1일 호리노우치정, 유노타니촌, 히로카미촌, 스몬촌, 이리히로세촌과 합병으로 우오누마시가 되었다. 

## 역사
주변은 예로부터 「코이데고」라고 불리며, 코이데(小出)는 그 중심지로서 발달해 왔다
가마쿠라 시대 초기부터 우오노가와 수운의 하항으로서 이루어졌다고 하며, 근세 초기에는 다카다 번에 의한 우에다 긴잔의 개발로 긴잔으로 통하는 가도의 역참 마을로서 발전하였다. 근대에는 제2차 세계대전 전까지 제사의 마을로서 번창했고 1950년대 이후에는 오쿠타미 댐 건설의 물자 수송 기지로서 번창했다.
- 1889년 4월 1일 - 정촌제 시행과 함께 기타우오누마군 고이데마치촌, 아오시마촌, 사나시촌, 시마마치촌, 미나미우오누마군 이메가사키촌이 성립하였다.
- 1896년 4월 1일 - 고이데마치촌, 아오시마촌이 합병해 고이데정이 되었다.
- 1901년 11월 1일 - 고이데정, 사나시촌, 시마마치촌의 일부를 합병해 고이데정이 되었다.
- 1954년 5월 1일 - 미나미우오누마군 이메가사키촌을 편입되었다.
- 2004년 11월 1일 - 주변 정촌과 합병해 우오누마 시가 되어 소멸되었다.

## 교통

### 철도
- 동일본 여객철도
  - 조에쓰선
  - 다다미선

### 도로
- 간에쓰 자동차도 (고이데 인터체인지)
- 국도 제17호선
- 국도 제252호선
- 국도 제291호선
- 국도 제352호선

## 같이 보기
- 우오누마시